# 維勒雷 (伯恩州)
維勒雷（法語：Villeret，法語發音：[vilʁɛ]）是瑞士伯恩州的一个市镇，位於該國中西部，面積16.24平方公里，海拔高度740米，2011年人口890，四成半人口信奉基督教，人口密度每平方公里55人。

## 外部連結
- Website of the municipality of Villeret （页面存档备份，存于）

1. ↑  . 瑞士联邦统计署.   [2019年1月13日].
2. ↑  . 瑞士联邦统计署. 2019年4月9日  [2019年4月11日].